# Lucky Starr
Lucky Starr és una sèrie de novel·les juvenils escrita per Isaac Asimov com a Paul French a la dècada del 1950 basades en el personatge de Lucky Starr.

## Antecedents
Degut a l'èxit de les novel·les Un còdol al cel, A la sorra estel·lar i Els corrents de l'espai, totes elles publicades per l'editorial Doubleday en el període 1950-1952 (una per any de fet), el director de l'editorial Doubleday, Walter Bradbury va encarregar a Isaac Asimov que escrivís una novel·la, igualment de ciència-ficció, però per a un públic juvenil i que pogués ser adaptada per a la televisió. El protagonista hauria de ser un ranger (un membre d'un grup especial de l'exèrcit dels Estats Units d'Amèrica (EUA) en imitació a la famosa i popular sèrie de ràdio d'aquella època The Lone Ranger.
Un Isaac Asimov preocupat perquè la nova sèrie televisiva arruïnés la seva incipient carrera literària, va decidir (aconsellat per Walter Bradbury) fer servir un pseudònim per a presentar-la i així evitar caure en desgràcia si l'adaptació per a aquell nou medi no era l'esperat. En imitació al seu admirat Cornell Woolrich que feia servir el pseudònim William Irish, amb l'ús d'una nacionalitat com a cognom, Isaac Asimov va escollir el sobrenom de Paul French, «Pau francès». Al final, la sèrie va gaudir de cert èxit durant un temps, però ben aviat va ser superada per una altra sèrie televisiva, Rocky Jones, Space Ranger la qual cosa va comportar la cancel·lació de la d'Isaac Asimov.
Isaac Asimov primer va triar el nom de la sèrie i de l'heroi que la protagonitzava «David Starr» en honor del seu fill primogènit, David. Aconsellat novament per Bradbury, va canviar-lo per un altre nom amb méscomercial, i finalment es va anomenar Lucky Starr («l'afortunat Starr»). Degut a certs rumors malintencionats que deien que Asimov escrivia ciència-ficció amagant-se sota pseudònims (en aquest cas Paul French), va decidir de publicar les edicions posteriors sota seu veritable nom.

## Motivacions
Isaac Asimov no solament va fer aquesta sèrie d'aventures per un tema econòmic i per recomanació del seu editor, si no que com sempre feia, va intentar ser didàctic amb els més joves. Si ens fixem, cadascuna de les aventures d'aquest ranger, transcorren en els diferents planetes del sistema solar (amb les dades que se'n tenien de cadascun d'ells als anys 50 del segle xx. Així doncs demostra una vegada més el caràcter de divulgador científic que va aconseguir amb cert èxit en barrejar ciència i literatura, entreteniment i coneixement per als més joves.

## Resum i personatges
La història comença quan David Starr es queda orfe degut a la mort dels seus pares per culpa de l'assalt d'uns pirates espacials a la nau en que viatjaven i que tenen la seva base operativa als asteroides entre els planetes Mart i Júpiter. Llavors és criat per Hector Conway i August Henree, dues persones que esdevindran els seus mentors alhora que els seus superiors, professionalment parlant, ja que David es convertirà en ranger de l'espai i aquestes dues persones formaran part del Consell de Ciències, una mena de consell suprem que en un moment donat de la història de la Terra assoleix el control del destí de la humanitat per protegir-la i conduir-la pel bon camí.
Per acomplir les missions encarregades pel Consell de Ciències, David compta amb l'ajuda d'un petit granger marcià (d'origen humà però, ja que és un descendent dels colonitzadors humans de Mart), anomenat irònicament John «Bigman» Jones (la ironia ve donada pel fet que anomenar-se «Bigman", literalment gran home en anglès, és de petita alçada en comparació a la mitjana humana i més concretament a en David).
- David Starr: Humà nascut a la Terra amb l'ofici de Ranger de l'espai sota les ordres del Consell de Ciències. Va ser rescatat i criat per Hector Conway i August Henree i degut als seus èxits i bona fortuna en la resolució de les missions que l'hi encomanen, tothom l'anomena Lucky Starr (literalment l'afortunat Starr en anglès) i és amb aquest sobrenom amb què es coneixerà al llarg de la resta dels llibres que expliquen les seves aventures per l'espai.
- John «Bigman» Jones: Humà nascut a Mart amb l'ofici de granger (ja que Mart es converteix en el graner de la Terra a imatge de l'antic Egipte en l'època de l'Imperi Romà). Forma part del Sindicat de Grangers de Mart i David el coneixerà al primer llibre de les seves aventures (David Starr, Space Ranger).

- Hector Conway: Pare adoptiu, mentor de David i membre del Consell de Ciències.
- August Henree: Pare adoptiu, mentor de David i membre del Consell de Ciències.

## Obres de la sèrie
- David Starr, Space Ranger, Doubleday ed., 1952. Publicat en castellà com a Lucky Starr, el ranger del espacio, Bruguera ed., 1984
- Lucky Starr and the Pirates of the Asteroids, Doubleday ed., [[(1953) Publicat en castellà com a Lucky Starr. Los piratas del espacio, Bruguera ed., 1984
- Lucky Starr and the Oceans of Venus, Doubleday ed., (1954) Publicat en castellà com a Lucky Starr. Los óceanos de Venus, Bruguera ed., 1984
- Lucky Starr and the Big Sun of Mercury, Doubleday ed., (1956) Publicat en castellà a com Lucky Starr. El gran sol de Mercurio]], Bruguera ed., 1981
- Lucky Starr and the Moons of Jupiter, Doubleday ed., (1957) Publicat en castellà com a Lucky Starr. Las lunas de Júpiter, Bruguera ed., 1980
- Lucky Starr and the Rings of Saturn, Doubleday ed., (1958) Publicat en castellà com a Lucky Starr. Los anillos de Saturno, Bruguera ed., 1981

En edicions posteriors i degut als avenços en l'exploració espacial, Isaac Asimov es va veure obligat a incloure una petita presentació o introducció per a cadascun dels llibres, que explicava com el llibre podia estar equivocat o desfasat respecte de la realitat d'aquells planetes on transcorria l'acció d'aquell llibre en concret (cosa que no desmereix l'aventura però si l'entorn on es desenvolupa).

## Resums de les obres
- Llibre 1r: David Starr, Space Ranger:

En aquest primer llibre, publicat el gener de 1952, Isaac Asimov ens presenta els personatges principals de la trama i una imatge general de la colonització per part de la humanitat dels planetes del sistema solar, etc. La humanitat ja fa temps que va començar a colonitzar el sistema solar i tot controlat per un govern unificat anomenat el Consell de Ciències amb seu a la Terra, si bé cada vegada més se senten veus que reclamen la independència dels planetes respecte de la Terra i del mateix Consell. En aquest clima, de fràgil equilibri entre els mons colonitzats, es desenvolupen les aventures de David Starr, un ranger de l'espai. En David, un orfe de resultes de l'atac d'uns pirates espacials, va ser criat per dues de les figures més importants del Consell de Ciències, l'Hector Conway i l'August Henree. Ambdós esdevenen els seus mentors i caps del Consell de Ciències i són els que li proposen les missions que ha de fer al llarg dels diferents llibres.
En aquest llibre, David, és enviat urgentment a Mart perquè des d'aquell planeta arriben partides de menjar enverinades que han causat la mort d'unes quantes persones a la Terra que els havien consumit i encara que el Consell fa tot el possible perquè no se sàpiga, ja que provocaria el pànic a la Terra, tard o d'hora es sabrà i cal actuar per evitar-ho. En aquesta aventura en David coneixerà el que posteriorment serà el seu company d'aventures, en John «Bigman» Jones, un granger marcià afiliat al Sindicat de grangers de Mart, que encara que inicialment detesta a David i sobretot als terrestres, després compren que s'hi està per investigar l'assumpte del menjar enverinat (cosa que també afecta a la reputació de mart) i no com a espia de la terra. Solament trobant el culpable s'evitarà el caos i la revolució a la Terra i per a extensió a tot el sistema solar.
- Llibre 2n: Lucky Starr and the Pirates of the Asteroids:

En el segon llibre de la sèrie (primera edició publicada al novembre de 1953), en Lucky Starr, s'enfronta als terribles pirates dels asteroides que orbiten al cinturó d'asteroides entre Mart i Júpiter. En el transcurs de la seva aventura descobrirà un secret més terrorífic que els mateixos pirates.
- Llibre 3r: Lucky Starr and the Oceans of Venus:

En el tercer llibre de la sèrie, ens trobem a sota dels oceans del planeta venus on els humans han construït impressionants ciutats submarines amb immenses cúpules transparents recreant els diferents ambients de la terra. En aquesta atmosfera tant ofegadora el nostre ranger haurà de lluitar amb un enemic capaç d'alterar el pensament humà.
- Llibre 4t: Lucky Starr and the Big Sun of Mercury:

En el quart llibre de la sèrie (primera edició publicada al març de 1956), visitarem la superfície del planeta mercuri on la humanitat ha construït unes plantes d'energia per aprofitar l'enorme sol que domina tot l'horitzó i que són gestionades per robots especialitzats. Malauradament aquestes instal·lacions pateixen una sèrie de sabotatges que posen en perill el subministrament d'energia constant que tant necessita la humanitat.
- Llibre 5è: Lucky Starr and the Moons of Jupiter:

En el cinquè llibre (primera edició publicada a l'agost de 1957), l'acció es trasllada a les llunes de Júpiter on s'ha localitzat una misteriosa armada de naus desconegudes que podrien amenaçar l'existència de la mateixa humanitat.
- Llibre 6è: Lucky Starr and the Rings of Saturn:

En l'últim dels llibres de la sèrie, en Lucky Starr i el seu inseparable company, en «Bigman", van camí de Saturn en la seva nau espacial, The shooting Starr, quan una de les capsules de salvament de la nau desapareix i llavors comença l'aventura. Aquesta és l'aventura més completa i complexa de totes les que apareixen als altres llibres i tanca de forma esplèndida tota la sèrie. No ha estat editat mai en català.

## Crítiques
Les crítiques que ha rebut aquesta sèrie de relats d'aventures, es poden dividir en dos parts ben diferenciades. Per una banda tenim la part argumental on la crítica predominant és la falta de personatges femenins (protagonistes o no) i uns arguments força primàris característics de les primeres obres i relats com a escriptor novell d'Isaac Asimov. D'altra banda, considerada en el seu moment una bona obra juvenil (als anys 50 del segle XX), l'avanç de la ciència va deixar obsoletes algunes de les dades que Isaac Asimov plantejava en els llibres d'aquesta sèrie i malauradament alguns dels relats, com per exemple a Lucky Starr i els oceans de Venus serien completament impossibles, ja que les sondes i satèl·lits han demostrat a bastament que no hi ha oceans (ni per tant vida submarina) en aquest planeta.